# Rimskokatoliška cerkev v Italiji
Rimskokatoliška cerkev v Italiji je del svetovne rimskokatoliške cerkve, ki spada pod spiritualno vodstvo papeža in Rimske kurije.
Okoli 97 % prebivalcev Italije je katolikov. Sama Italija je razdeljena na 16 dežel, ki se nadalje delijo na 42 metropolij, te pa na 225 nadškofij in škofij, kar Italijo uvršča na drugo mesto po številu škofij v državi (prva je Brazilija).

## Dežele
- Katoliška dežela Abruci-Molize (Abbruzzo-Molise)
- Katoliška dežela Bazilikata (Basilicata)
- Katoliška dežela Kalabrija (Calabria)
- Katoliška dežela Kampanija (Campania)
- Katoliška dežela Emilija - Romanja (Emilia-Romagna)
- Katoliška dežela Lacij (Lazio)
- Katoliška dežela Ligurija (Liguria)
- Katoliška dežela Lombardija (Lombardia)
- Katoliška dežela Marke (Marche)
- Katoliška dežela Piemont (Piemonte)
- Katoliška dežela Apulija (Puglia)
- Katoliška dežela Sardinija (Sardegna)
- Katoliška dežela Sicilija (Sicilia)
- Katoliška dežela Toskana (Toscana)
- Katoliška dežela Triveneto (Triveneto)
- Katoliška dežela Umbrija (Umbria)